# Скоповские
Скоповские — шляхетский дворянский род. Используют герб «Ястржембец».

## История
Первой из представителей рода упоминается Софья Скоповская в 1525 году на свадьбе своей дочери Терезы и Теодора (Федора) Голынского. Сама же Софья была замужем за Ежи Гедемином (герба Погоня Литовская).
В 1652 году упоминается Станислав Скоповский в связи с жалобой на него другого дворянина, Стефана Жабокритского, о чрезмерном притеснении крепостных и даже местного священника. Это событие, без изменения имён и места, описано в романа Натана Рыбака «Переяславская рада». У Станислава было два сына: Николай и Фома. Ветка Фомы мало известна и плохо исследована. У Николая был сын Мартин. У Мартина — сын Казимир. У Казимира — Фаддей, Матвей и Фабиан. Фаддей имел двух сыновей — Иосифа и Людвика. О потомках Людвика ничего неизвестно. У Иосифа было семеро сыновей: Леон, Карл, Северин, Виктор, Эразм, Франц и Михаил. Карл и Эразм в 1836 году поступили на военную службу в Прагский пехотный полк. Карл дослужился до чина полковника, Эразм — до чина майора. Оба принимали участие в Кавказской войне, походе в Трансильванию и обороне Севастополя. Карл награждён орденами Святой Анны 3-й степени с бантом (1845), Святого Владимира 4-й степени с бантом (1846), Знаком отличия за 15 лет беспорочной службы. Последнее упоминание об Эразме относится к 1872 году: командир батальона 57-го Модлинского пехотного полка.
Центральная ревизионная комиссия (19.11.1842 года, дело № 1899) подтвердила дворянское происхождение рода по Подольской губернии Российской империи.
Скоповские в разное время владели населенными пунктами Жабокрич, Брага, Жванец, Цвикловцы, Монастырище и Тютьков.